# Список держав та залежних територій Північної Америки

Північна Америка на земній кулі

Північна Америка — материк у західній півкулі між 71° та 55° пн. ш., що відділяється від Південної Америки Панамським перешийком. Географічно Північна Америка ділиться на 3 макрорегіони: власне Північну, Центральну Америку та Кариби.
На території Північної Америки (загальна площа складає понад 24 млн км²) розташовані 23 незалежні держави, 14 з яких є острівними та 9 мають вихід до вод світового океану. Крім того на континенті розташовані 18 залежних територій, що належать 5 державам.
За формою правління 13 держав є республіками, а 10 — формально конституційними монархіями через їхнє входження до Британської Співдружності. За формою державного устрою більшість країн (19) є унітарними державами, а 4 — федераціями.

## Пояснення до списку
Країни в списку згруповані за алфавітом.
Кольорами позначені:

## Незалежні держави

### Північна Америка
| Прапор | Мапа | Назва офіційна назва        | Назва державною мовою                | Форма правління        | Валюта           | Столиця   | Площа     | Населення |
| ------ | ---- | --------------------------- | ------------------------------------ | ---------------------- | ---------------- | --------- | --------- | --------- |
|        |      | Канада                      | англ. Canada фр. Canada              | Конституційна монархія | Канадський долар | Оттава    | 9 984 670 | 34 300,1  |
|        |      | США Сполучені Штати Америки | англ. USA (United States of America) | Республіка             | Долар США        | Вашингтон | 9 826 675 | 313 847,5 |

### Центральна Америка
| Прапор | Мапа | Назва офіційна назва                 | Назва державною мовою                       | Форма правління        | Валюта                 | Столиця       | Площа     | Населення |
| ------ | ---- | ------------------------------------ | ------------------------------------------- | ---------------------- | ---------------------- | ------------- | --------- | --------- |
|        |      | Беліз                                | англ. Belize                                | Конституційна монархія | Белізький долар        | Бельмопан     | 22 966    | 327,7     |
|        |      | Гватемала Республіка Гватемала       | ісп. Guatemala (República de Guatemala)     | Республіка             | Кецал                  | Гватемала     | 108 889   | 14 099,0  |
|        |      | Гондурас Республіка Гондурас         | ісп. Honduras (República de Honduras)       | Республіка             | Лемпіра                | Тегусігальпа  | 112 090   | 8 296,7   |
|        |      | Коста-Рика Республіка Коста-Рика     | ісп. Costa Rica (República de Costa Rica)   | Республіка             | Костариканський колон  | Сан-Хосе      | 51 100    | 4 636,3   |
|        |      | Мексика Мексиканські Сполучені Штати | ісп. México (Estados Unidos Mexicanos)      | Республіка             | Мексиканський песо     | Мехіко        | 1 964 375 | 114 975,4 |
|        |      | Нікарагуа Республіка Нікарагуа       | ісп. Nicaragua (República de Nicaragua)     | Республіка             | Нікарагуанська кордоба | Манагуа       | 130 370   | 5 727,7   |
|        |      | Панама Республіка Панама             | ісп. Panamá (República de Panamá)           | Республіка             | Долар США              | Панама        | 75 420    | 3 510,0   |
|        |      | Сальвадор Республіка Ель-Сальвадор   | ісп. El Salvador (República de El Salvador) | Республіка             | Долар США              | Сан-Сальвадор | 21 041    | 6 090,7   |

### Кариби
| Прапор | Мапа | Назва офіційна назва                                | Назва державною мовою                                                | Форма правління        | Валюта                  | Столиця       | Площа   | Населення |
| ------ | ---- | --------------------------------------------------- | -------------------------------------------------------------------- | ---------------------- | ----------------------- | ------------- | ------- | --------- |
|        |      | Антигуа і Барбуда                                   | англ. Antigua and Barbuda                                            | Конституційна монархія | Східно-Карибський долар | Сент-Джонс    | 442,6   | 89,0      |
|        |      | Багамські Острови Співдружність Багамських островів | англ. Bahamas (Commonwealth of the Bahamas)                          | Конституційна монархія | Багамський долар        | Нассау        | 13 880  | 316,2     |
|        |      | Барбадос                                            | англ. Barbados                                                       | Республіка             | Барбадоський долар      | Бриджтаун     | 430     | 287,7     |
|        |      | Гаїті Республіка Гаїті                              | фр. Haïti (République d'Haïti) гаїт. креол. Ayiti (Repiblik d'Ayiti) | Республіка             | Ґурд                    | Порт-о-Пренс  | 27 750  | 9 801,7   |
|        |      | Гренада                                             | англ. Grenada                                                        | Конституційна монархія | Східно-Карибський долар | Сент-Джорджес | 344     | 109,0     |
|        |      | Домініка Співдружність Домініки                     | англ. Dominica (Commonwealth of Dominica)                            | Республіка             | Східно-Карибський долар | Розо          | 751     | 73,1      |
|        |      | Домініканська Республіка                            | ісп. República Dominicana                                            | Республіка             | Домініканський песо     | Санто-Домінго | 48 670  | 10 088,6  |
|        |      | Куба Республіка Куба                                | ісп. Cuba (República de Cuba)                                        | Республіка             | Кубинський песо         | Гавана        | 110 860 | 11 075,2  |
|        |      | Сент-Вінсент і Гренадини                            | англ. Saint Vincent and the Grenadines                               | Конституційна монархія | Східно-Карибський долар | Кінгстаун     | 389     | 103,5     |
|        |      | Сент-Кіттс і Невіс Федерація Сент-Кіттс і Невіс     | англ. Saint Kitts and Nevis (Federation of Saint Kitts and Nevis)    | Конституційна монархія | Східно-Карибський долар | Бастер        | 261     | 50,7      |
|        |      | Сент-Люсія                                          | англ. Saint Lucia                                                    | Конституційна монархія | Східно-Карибський долар | Кастрі        | 616     | 162,2     |
|        |      | Тринідад і Тобаго Республіка Тринідад і Тобаго      | англ. Trinidad and Tobago (Republic of Trinidad and Tobago)          | Республіка             | Тринідадський долар     | Порт-оф-Спейн | 5 128   | 1 226,4   |
|        |      | Ямайка                                              | англ. Jamaica                                                        | Конституційна монархія | Ямайський долар         | Кінгстон      | 10 991  | 2 889,2   |

## Території
| Прапор | Мапа | Назва офіційна назва                               | Назва державною мовою                                                                                   | Приналежність   | Валюта                             | Столиця         | Площа     | Населення |
| ------ | ---- | -------------------------------------------------- | --- | --------------- | ---------------------------------- | --------------- | --------- | --------- |
|        |      | Американські Віргінські острови                    | англ. Virgin Islands of the United States                                                               | США             | Долар США                          | Шарлотта-Амалія | 1 910     | 105,3     |
|        |      | Ангілья                                            | англ. Anguilla                                                                                          | Велика Британія | Східно-Карибський долар            | Валлі           | 91        | 15,4      |
|        |      | Аруба                                              | нід. Aruba пап'ям. Aruba                                                                                | Нідерланди      | Арубський флорін                   | Ораньєстад      | 180       | 107,6     |
|        |      | Бермудські острови                                 | англ. Bermuda (Bermuda Islands)                                                                         | Велика Британія | Бермудський долар                  | Гамільтон       | 54        | 69,1      |
|        |      | Британські Віргінські острови                      | англ. British Virgin Island                                                                             | Велика Британія | Долар США                          | Род-Таун        | 151       | 31,1      |
|        |      | Гваделупа                                          | фр. Guadeloupe ант. креол. Gwadloup                                                                     | Франція         | Євро                               | Бас-Тер         | 1,6       | 405,5     |
|        |      | Ґренландія                                         | гренл. Kalaalit Nunaat                                                                                  | Данія           | Данська крона                      | Нуук            | 2 166 086 | 57,7      |
|        |      | Кайманові острови                                  | англ. Cayman Islands                                                                                    | Велика Британія | Долар Кайманових островів          | Джорджтаун      | 264       | 52,6      |
|        |      | Кюрасао                                            | нід. Curaçao пап'ям. Kòrsou                                                                             | Нідерланди      | Нідерландський антильський гульден | Віллемстад      | 444       | 145,8     |
|        |      | Мартиніка                                          | фр. Martinique                                                                                          | Франція         | Євро                               | Фор-де-Франс    | 1,1       | 403,7     |
|        |      | Монтсеррат                                         | англ. Montserrat                                                                                        | Велика Британія | Східно-Карибський долар            | Плімут          | 102       | 5,2       |
|        |      | Навасса                                            | англ. Navassa Island                                                                                    | США             | —                                  | —               | 5,4       | —         |
|        |      | Пуерто-Рико Вільно асоційована держава Пуерто-Рико | англ. Puerto Rico (Commonwealth of Puerto Rico) ісп. Puerto Rico (Estado Libre Asociado de Puerto Rico) | США             | Долар США                          | Сан-Хуан        | 13 790    | 3 690,9   |
|        |      | Сен-Бартелемі Заморська спільнота Сен-Бартелемі    | фр. Saint-Barthélemy (Collectivité de Saint-Barthélemy)                                                 | Франція         | Євро                               | Густавія        | 21        | 7,3       |
|        |      | Сен-Мартен Заморська спільнота Сен-Мартен          | фр. Saint-Martin (Collectivité de Saint-Martin)                                                         | Франція         | Євро                               | Маріго          | 54,4      | 31,0      |
|        |      | Сінт-Мартен                                        | нід. Sint Maarten англ. Sint Maarten                                                                    | Нідерланди      | Нідерландський антильський гульден | Філіпсбург      | 34        | 39,1      |
|        |      | Сен-П'єр і Мікелон                                 | фр. Saint-Pierre-et-Miquelon                                                                            | Франція         | Євро                               | Сен-П'єр        | 242       | 5,8       |
|        |      | Острови Теркс і Кейкос                             | англ. Turks and Caicos Islands                                                                          | Велика Британія | Долар США                          | Коберн-Таун     | 948       | 46,4      |